# بخش اناپای
بخش اناپای (به اسپانیایی: Anapia District) یک سکونتگاه مسکونی در پرو است که در منطقه پونو واقع شده‌است.

## خصوصیات
بخش اناپای ۹٫۵۴ کیلومترمربع مساحت و ۲٬۴۰۰ نفر جمعیت دارد و ۳٬۸۵۶ متر بالاتر از سطح دریا واقع شده‌است.